# Römisch-katholische Kirche in Burundi

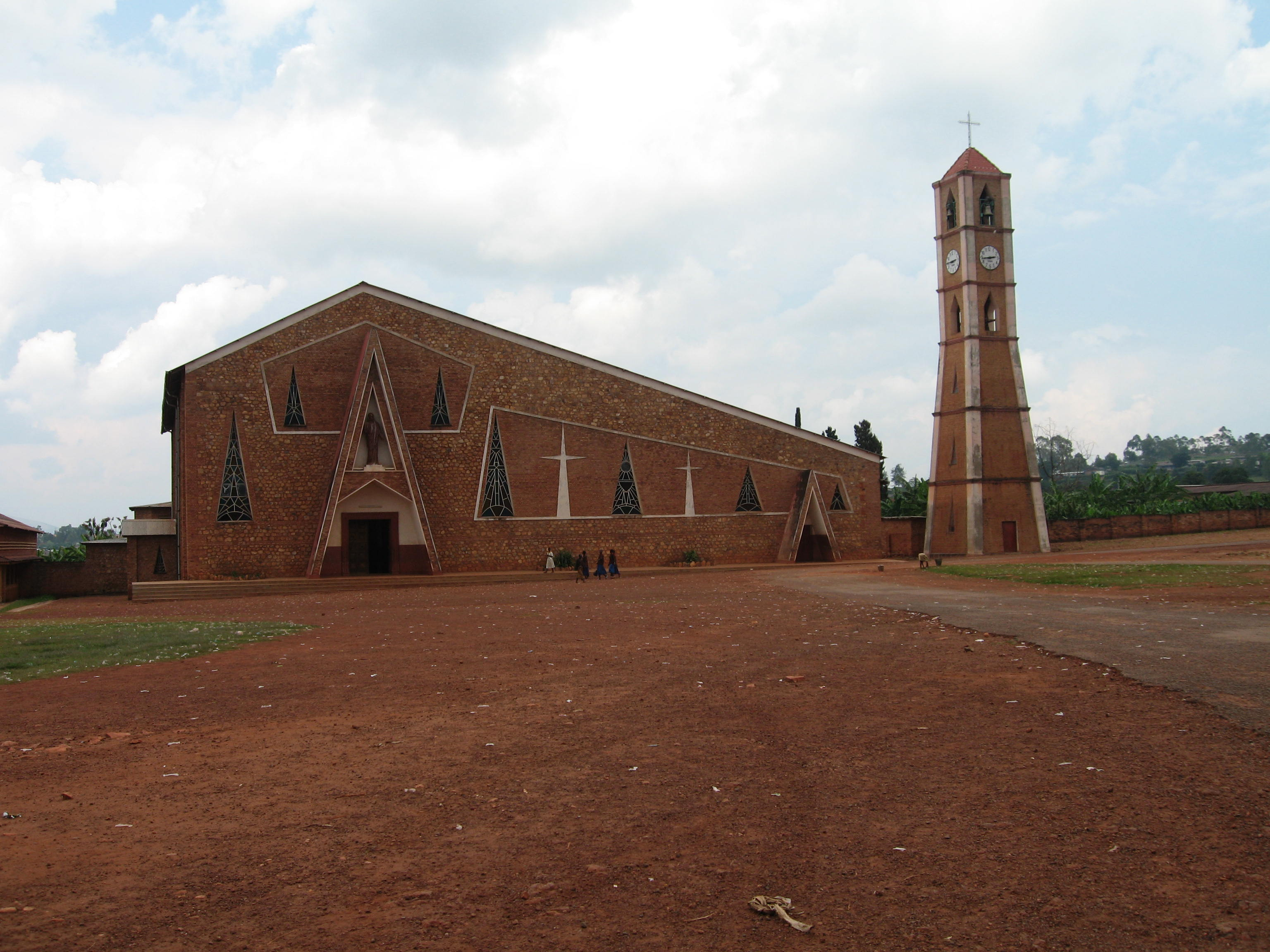
Kathedralkirche von Gitega

Die römisch-katholische Kirche in Burundi ist Teil der weltweiten römisch-katholischen Kirche.

## Organisation
62 % der Burundier sind Katholiken. Das größte Bistum, Bujumbura, zählt 1.404.000 Katholiken. Ihm folgen das Erzbistum Gitega mit 1.075.506 und das Bistum Ngozi mit 915.509 Katholiken.
Vorsitzender der burundischen Bischofskonferenz (CECAB) ist Bischof Gervais Banshimiyubusa. Apostolischer Nuntius in Burundi ist seit Oktober 2021 Erzbischof Dieudonné Datonou.
Papst Johannes Paul II. besuchte 1990 Burundi. Bereits 1975 übernahm das Bistum Eichstätt eine Patenschaft.
Die römisch-katholische Kirche in Burundi ist in zwei Erzbistümer und sechs dazugehörende Suffraganbistümer gegliedert.

## Bistümer in Burundi
- Erzbistum Bujumbura
  - Bistum Bubanza
  - Bistum Bururi
- Erzbistum Gitega
  - Bistum Muyinga
  - Bistum Ngozi
  - Bistum Rutana
  - Bistum Ruyigi